# Candyman (film)
Candyman – amerykański horror z 1992 roku, powstały na motywach opowiadania Zakazany Clive’a Barkera. Uznany za najlepszy horror 1992 roku. Zrealizowano dwa sequele filmu: Pożegnanie z ciałem (1995) oraz Dzień umarłych (1999).

## Zarys fabularny
Film opowiada historię Helen Lyle (Virginia Madsen), doktorantki z Chicago, która ma napisać doktorat o miejskich legendach. Najbardziej wstrząsająca zdaje się być opowieść o Candymanie – mitycznym upiorze z hakiem zamiast dłoni, terroryzującym mieszkańców jednej z najniebezpieczniejszych dzielnic miasta zwaną Cabrini Green. Im bardziej Helen angażuje się w historię, tym bardziej Candyman zdaje się być rzeczywisty.

## Obsada
- Virginia Madsen – Helen Lyle
- Tony Todd – Candyman
- Xander Berkeley – Trevor Lyle
- Vanessa Williams – Anne-Marie McCoy
- Kasi Lemmons – Bernadette 'Bernie' Walsh
- DeJuan Guy – Jake
- Bernard Rose – Archie Walsh
- Gilbert Lewis – detektyw Frank Valento
- Stanley DeSantis – dr Burke
- Ted Raimi – Billy
- Eric Edwards – Harold
- Rusty Schwimmer – policjantka